# Proceratophrys minuta
Proceratophrys minuta é uma espécie de anuro da família Odontophrynidae. Endêmica do Brasil, pode ser encontrada apenas na Serra da Jacobina, no  estado da Bahia.